# Masters de Roma 1997

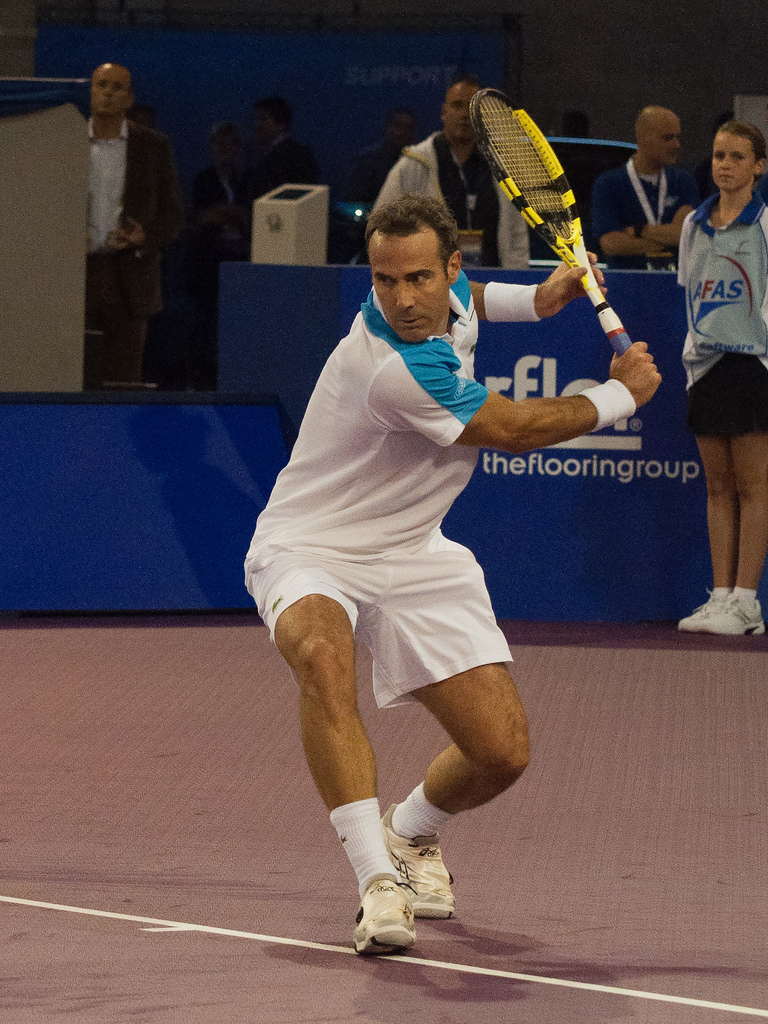
Alex Corretja preparándose para un revés en los AFAS Tennis Classics 2010 en Eindhoven, Países Bajos.

El Abierto de Italia 1997 fue la edición del 1997 del torneo de tenis Masters de Roma. El torneo masculino fue un evento de los Super 9 1997 y se celebró desde el 5 de mayo hasta el 11 de mayo.  El torneo femenino fue un evento de la Tier I 1997 y se celebró desde el 12 de mayo hasta el 19 de mayo.

## Campeones

### Individuales Masculino
Àlex Corretja vence a  Marcelo Ríos, 7–5, 7–5, 6–3

### Individuales Femenino
Mary Pierce vence a  Conchita Martínez, 6–4, 6–0

### Dobles Masculino
Mark Knowles /  Daniel Nestor vencen a  Byron Black /  Alex O'Brien, 6–3, 4–6, 7–5

### Dobles Femenino
Nicole Arendt /  Manon Bollegraf vencen a  Conchita Martínez /  Patricia Tarabini, 6–2, 6–4